# Leśny Zakątek
Leśny Zakątek (Duits: Waldkater) is een plaats in het Poolse woiwodschap Ermland-Mazurië, in het district Olecki. De plaats maakt deel uit van de landgemeente Kowale Oleckie.